# شب‌خروش مارائیل
شب‌خروش مارائیل (نام علمی: Penelope marail) نام یک گونه از سرده شب‌خروش‌های اصلی است.